# Let It Be (píseň)
„Let It Be“ (Nech to být) je píseň skupiny The Beatles, kterou složili John Lennon a Paul McCartney v roce 1969. Píseň zpíval Paul McCartney. Byla to také poslední píseň předtím, než Paul McCartney ohlásil odchod z kapely.
Píseň sklidila velké úspěchy, Let It Be vyhrálo Academy Awards v roce 1971, vyhrálo Grammy Award a mnohá další ocenění. Také se umístilo na prvním místě žebříčku v americké hitparádě a paradoxně na druhém místě v anglické hitparádě.
Lennon McCartneyho píseň nepokrytě kritizoval, vadil mu její katolicistický námět. Když ji McCartney poprvé hrál spoluhráčům, Lennon se zeptal, zda se mají během kytarového sóla hihňat… Při produkci alba se pak zasadil o to, aby bylo Let It Be zařazeno před skladbu "Maggie May", "hymnu prostitutek" a zároveň na závěr předcházející písně "Dig It" namluvil dětským hlasem slova "Hark, the angels comes." ("Slyšte slyšte, andělé přicházejí."), což naráží na náboženský podtext skladby. Později se Lennon vyjádřil takto: "Ta píseň neměla vůbec nic společného s Beatles, mohli to být klidně Wings (pozdější skupina Paula McCartneyho)..."
Mimo jiné z této skladby také vycházela konspirační teorie o smrti Paula McCartneyho. Pokud podle příznivců teorie slova v refrénu ("Let it be, let it be, let it be, let it be") přehrajete pozpátku, uslyšíte slova "He's been dead, he's been dead, he's been dead, he's been dead" ("Je mrtvý, je mrtvý, je mrtvý, je mrtvý"). Paul McCartney to však rozhodně popřel.

## Námět
Nápad na vytvoření písně dostal Paul McCartney poté, co měl prý sen o své matce, která v jeho čtrnácti letech tragicky zemřela na rakovinu. Proto také v písni použil slova "Mother Mary", tak se jeho matka jmenovala.

## Nástroje
- Paul McCartney: zpěv, klavír, baskytara, perkuse
- John Lennon: doprovodný zpěv
- George Harrison: doprovodný zpěv, elektrická kytara
- Ringo Starr: bicí
- Billy Preston: Hammondovy varhany, klávesy
- Linda McCartney: doprovodný zpěv

## České coververze
- Pod názvem „Ona ví“ s textem Růženy Sypěnové ji v roce 1971 nazpíval Milan Černohouz
- Pod názvem „To se smí“ ji (s vlastním textem?) v roce 1977 nazpívala Hana Zagorová
- Pod původním názvem ji s textem Petra Novotného ji v roce 1980 nazpíval Pavel Brümer se skupinou Fešáci
- Pod názvem „Patří k nám“ ji v roce 1996 nazpívala Dagmar Patrasová (album Vánoce s Dádou)